# Tyrrhenoleuctra antoninoi
Tyrrhenoleuctra antoninoi är en bäcksländeart som beskrevs av Fochetti och Tierno de Figueroa 2009. Tyrrhenoleuctra antoninoi ingår i släktet Tyrrhenoleuctra och familjen smalbäcksländor. Inga underarter finns listade i Catalogue of Life.